# Dürdane Altunel
Dürdane Altunel (Konya, 4 de enero de 1995) es una deportista turca que compite en taekwondo. Ganó una medalla de bronce en el Campeonato Mundial de Taekwondo de 2011 en la categoría de –62 kg.

## Palmarés internacional
| Campeonato Mundial | Campeonato Mundial       | Campeonato Mundial | Campeonato Mundial |
| Año                | Lugar                    | Medalla            | Categoría          |
| ------------------ | ------------------------ | ------------------ | ------------------ |
| 2011               | Gyeongju (Corea del Sur) | Medalla de bronce  | –62 kg             |